# Д’Астро, Поль-Терез-Давид
Поль-Терез-Давид Д’Астро (фр. Paul-Thérèse-David d’Astros; 15 октября 1772, Турв, королевство Франция — 29 сентября 1851, Тулуза, Вторая французская республика) — французский кардинал. Епископ Оранжа с 1 октября 1817 по 21 февраля 1820. Епископ Сен-Флура с 21 февраля по 29 мая 1820. Епископ Байонны с 29 мая 1820 по 5 июля 1830. Архиепископ Тулузы с 5 июля 1830 по 29 сентября 1851. Кардинал-священник с 30 сентября 1850.